# The Mothering Heart
The Mothering Heart és una pel·lícula muda de la Biograph dirigida per D. W. Griffith i protagonitzada per Lillian Gish i Walter Miller, entre d'altres. La pel·lícula es va estrenar el 21 de juny de 1913.

## Argument
Una noia decideix casar-se amb el noi que la festeja encara que no n'estigui enamorada quan veu com li pot afectar la seva negativa. Un cop casats, els primers temps són difícils perquè el marit guanya pocs diners però ella l'ajuda planxant i arreglant roba per a altra gent. Quan el marit aconsegueix una feina molt millor fa que tots dos surtin a un cabaret a celebrar-ho. Ella és reticent ja que està embarassada, però com que el marit encara no ho sap, accepta. Al cabaret el marit flirteja amb una noia sola fins que l'esposa, enfadada, marxa amb ell. Poc després l'espós retroba la noia i es reinicia la relació. Al final l'esposa descobreix l'engany i abandona al marit anant a casa els pares on té el fill que molt poc després mor. En saber-ho el marit, que ja ha estat abandonat per l'altra noia per un home més ric, els vol visitar. La dona es nega a deixar-lo entrar però poc després el fill mor i ella el deixa veure’l. En veure la pena del marit i que aquest encara duu l'anell de casat, es reconcilien.

## Repartiment
- Walter Miller (el jove marit)
- Lillian Gish (la jove esposa)
- Kate Bruce (la mare de l'esposa)
- Viola Barry (amiga del marit)
- Charles West (cambrer)
- Adolph Lestina (metge)
- Charles Murray (ballarí)
- Gertrude Bambrick (ballarina)
- William Elmer (porter)
- Mae Marsh
- Donald Crisp
- Dell Henderson
- Christy Cabanne
- Henry B. Walthall
- Josephine Crowell
- Jennie Lee
- William J. Butler
- Edward Dillon
- John T. Dillon
- Harry Hyde as Outside Club
- J. Jiquel Lanoe
- Charles Hill Mailes
- Joseph McDermott
- Alfred Paget
- Gus Pixley
- W. C. Robinson

## Producció
La pel·lícula va ser la primera en què Gish era l'estrella i en ella va realitzar la seva primera gran actuació. En un primer moment, Griffith va estar a punt de substituir-la per una actriu d'aspecte més madur com Blanche Sweet però ella es va posar uns coixinets al pit per tal d'aconseguir mantenir el paper. Es tracta d'una de les pel·lícules més ambicioses de Griffith per a la Biograph fins al moment. Estrenada com una pel·lícula de dues bobines (uns 25 minuts), la seva filmació es va allargar unes cinc setmanes, començant el març de 1913.